# Hypocrisy
Hypocrisy (český překlad názvu je Pokrytectví) je deathmetalová skupina, která vznikla v roce 1990 ve švédském městě Ludvika. Předchůdcem byl od roku 1988 sólo projekt zpěváka a kytaristy Petera Tägtgrena s názvem Seditious.
Kapela začínala jako klasická deathmetalová kapela, texty byly psány zpěvákem Massem Brobergem a týkaly se anti-křesťanství a satanismu. Po odchodu Masse Broberga ze zdravotních důvodů se zpěvu ujal Peter Tägtgren, který se rozhodl hudbu více zmelodičtit a změnit námět textů na takové, kterým rozumí. Začali hrát melodický deathmetal, změnili námět textů na science fiction, vetřelce z vesmíru a nový světový řád. Jejich desáté album Virus obsahuje textové náměty typické v deathmetalu, jako jsou násilí, hrůzy reality, šílenství, války, drogová závislost a emocionální spor. Jejich dvanácté album End of Disclosure pojednává o konspiračních teoriích a anti-iluminátech.

## Sestava
- Peter Tägtgren – zpěv, kytara
- Mikael Hedlund – baskytara
- Horgh – bicí
- Tomas Elofsson – kytara (live)

## Diskografie
- Penetralia (1992)
- Osculum Obscenum (1993)
- The Fourth Dimension (1994)
- Inferior Devoties (1994)
- Maximum Abduction (1995)
- Abducted, (1996)
- Pleasure Of Molestation (1996)
- The Final Chapter, (1997)
- Hypocrisy (1999)
- Into The Abyss (2000)
- Rest In Pain (2001)
- Catch 22 (2002)
- The Arrival (2004)
- Virus (2005)
- Catch 22 (V2.0.08) (2008)
- A Taste of Extreme Divinity  (2009)
- End of Disclosure, (2013)
- Worship (2021)

### Best of
- 10 Years of Chaos and Confusion (2001)

### Videoklipy
- End Of Disclosure[1]
- Tales Of Thy Spineless[2]
- Eraser[3]
- Rosewell 47[4]
- Weed Out The Weak[5]